# Luigi Lenzini
Don Luigi Lenzini (Fiumalbo, 28 maggio 1881 – Pavullo nel Frignano, 21 luglio 1945) è stato un presbitero italiano, ucciso dai partigiani comunisti dopo la fine della seconda guerra mondiale nell'ambito del cosiddetto triangolo della morte.

## Biografia

### Origini della famiglia
Secondo la cronaca locale già nel 1588 a Fiumalbo era presente un don Lenzini, originario della Castellaccia, località di origine della famiglia, mentre lo zio di don Luigi era anch'esso un parroco a Iddiano a Pavullo Membro della famiglia era anche don Giuseppe Lenzini, che a Fanano fu cappellano delle Clarisse cappuccine le quali, quando morì, lo vollero sepolto nel cimitero locale nell'area destinata alla loro congregazione e suor Maria Domenica, delle Serve di Maria di Galeazza, anch'essa della Castellaccia, che si dedicò alla cura dei malati al sanatorio di Selva dei Pini, dove si ammalò di tubercolosi e morì il 5 aprile 1945 a 25 anni offrendo in olocausto le proprie sofferenze affinché Dio risparmiasse le popolazioni di Fiumalbo e Pievepelago dai danni della guerra.

### Gli studi e la vocazione
Luigi Lenzini era figlio di Angelo e di Silvia Lenzini e nacque a Fiumalbo in via Bassa Costa n°74.
Il giovane Luigi Lenzini iniziò gli studi presso il seminario di Fiumalbo dove iniziò i corsi ginnasiali di teologia e dal 1901 completò la formazione teologica presso il seminario di Modena e fu ordinato sacerdote il 19 marzo 1904 da monsignor Natale Bruni, arcivescovo di Modena, celebrando poi la prima Santa Messa a Fiumalbo, presso i suoi compaesani.
In seguito fu inviato a svolgere il ministero pastorale prima presso la parrocchia di Casinalbo, poi in quella di Finale Emilia, dove dovette fare i conti sin da subito con la proliferazione delle idee socialiste, che andavano ad intaccare la Fede cattolica della comunità locale, e anni prima nel 1882, una delibera del consiglio comunale, prontamente annullata dal prefetto, aveva persino vietato l'esposizione del crocefisso e l'insegnamento della religione cattolica. Il suo spirito battagliero lo fece però scendere in piazza per ribattere personalmente ai comizi di Gregorio Agnini, leader socialista di Finale. Tra il 1912 e il 1921 resse la parrocchia di Roncoscaglia, frazione di Sestola, mentre successivamente divenne il nuovo parroco di Montecuccolo, ruolo che rivestì fino al 1937. Nel 1938 ottenne dall'arcivescovo il permesso di trasferirsi a Roma presso la congregazione dei Chierici regolari minori (Caracciolini), ma dato che sarebbe stato accolto solo come converso, sei mesi dopo rientrò presso la propria diocesi dove fu incaricato presso il sanatorio di Gaiato.

### Parroco di Crocette di Pavullo
Il 26 gennaio 1941 fu mandato a Crocette, frazione di Pavullo nel Frignano, dove svolse il suo ultimo incarico pastorale.
Con il finire della guerra civile, nelle omelie aveva spesso criticato i partigiani per i "metodi estremisti di far fuori la gente" e si era spesso distinto per il suo "carattere troppo battagliero"
La sua avversione per l'ideologia comunista lo fece pertanto entrare nel mirino dei partigiani della zona che lo avevano già minacciato di farlo "morire con le scarpe ai piedi", minaccia cui lo stesso don Luigi aveva poi fatto esplicito riferimento durante la messa.
(Don Luigi Lenzini)
Anche la perpetua lo aveva più volte invitato a moderare le proprie omelie. Ciononostante don Luigi portò avanti la sua battaglia portandola anche nelle chiesette dei dintorni dove spesso veniva chiamato per la sua buona capacità oratoria e pubblicando due volumetti di riflessioni religiose dal titolo “Pensate” e “Ragioniamo un poco”. Il 3 giugno un partigiano del nucleo comunista di Pavullo nel Frignano, insieme ad alcuni amici, si era recato presso la canonica per conferire con il parroco, ma non trovandolo lo aveva atteso per un po' in piazza e prima di andarsene fece in modo di esprimere in pubblico le sue minacce

#### L'omicidio
La notte del 21 luglio 1945, a guerra finita, un gruppo di partigiani comunisti si presentò in canonica con la scusa di volerlo accompagnare ad assistere un parrocchiano malato. Don Luigi capì che si trattava di un inganno e, chiusa la porta, si precipitò a nascondersi sul campanile. Rimasti chiusi fuori i partigiani si procurarono una scala e penetrarono in canonica da una finestra Nel frattempo don Luigi aveva iniziato a suonare le campane della chiesa per chiedere aiuto, ma i partigiani, penetrati all'interno della chiesa, lo presero prigioniero e, dopo aver minacciato la perpetua Angiolina Fiori, lo trascinarono fuori dove erano attesi da due complici
Trascinato in una vigna lontana mezzo chilometro dalla chiesa, fu brutalmente seviziato e poi finito con un colpo di pistola alla nuca. Il suo cadavere, sepolto sotto poche spanne di terra, con la testa affiorante, fu rinvenuto da alcuni contadini soltanto una settimana dopo, il 27 luglio 1945. I funerali furono celebrati nella chiesa di Crocette dal vicario foraneo di Pavullo, don Giuseppe Passini, con grande partecipazione di popolo e clero. Sepolto inizialmente nel cimitero parrocchiale, nel 2002 le sue spoglie furono trasferite all'interno della chiesa parrocchiale di Crocette.

### Il processo
Il processo si svolse nel luglio 1949 ma i parenti, sotto l'incubo delle minacce, non si costituirono come parte civile e le autorità religiose anch'esse non si mossero.
Degli otto imputati, cinque furono assolti per Insufficienza di prove, uno fu assolto per non aver commesso il fatto e due membri della polizia partigiana furono prosciolti in istruttoria
La stessa perpetua Angiolina Fiori, che aveva riconosciuto uno degli aggressori, dopo essere stata sequestrata da membri della polizia partigiana, al processo non testimoniò più.

## La beatificazione
La parrocchia di Monzone retta da don Alfonso Rondelli, il quale da bambino conobbe don Luigi, inoltrò la richiesta alla diocesi di Modena di iniziare il processo di beatificazione.
L'eco del processo di beatificazione del giovane seminarista Rolando Rivi, anch'esso assassinato dai partigiani comunisti delle Brigate Garibaldi, diede l'impulso per avviare il processo di beatificazione anche di don Luigi Lenzini, così l’8 giugno 2011 l'arcivescovo di Modena, monsignor Antonio Lanfranchi, diede inizio all’inchiesta diocesana, conclusa il 24 novembre 2012.
Il 27 ottobre 2020, ricevendo in udienza il Prefetto della Congregazione delle Cause dei Santi, monsignor Marcello Semeraro, Papa Francesco emanò un decreto in cui lo riconobbe come martire in odium fidei della Chiesa. Il 28 maggio 2022 don Lenzini è stato beatificato in piazza Grande presso il duomo di Modena.
Sempre nel 2022 fu pubblicato, a cura della curia vescovile, il libro “Don Luigi Lenzini martire della fede e della verità” scritto da Francesca Consolini e Fausto Ruggeri, in vista della beatificazione.

## La memoria
Il comune di Pavullo nel Frignano gli ha intitolato una via cittadina
Nel 2005 sul sagrato della chiesa di Crocette fu apposta una targa che ricorda il sacrificio di don Luigi Lenzini.
Nel 2021, in vista della annunciata beatificazione, nell’androne del Seminario arcivescovile di Modena, la Biblioteca Diocesana sviluppo la mostra documentaria su don Luigi Lenzini, intitolata: “Sui passi di don Lenzini”, utilizzando le carte originali provenienti dall'archivio del Seminario di Fiumalbo e di quello di Modena.